# تپه باستانی گال
تپه باستانی گال مربوط به سده‌های اولیه دوران‌های تاریخی پس از اسلام است و در شهرستان گرمسار، بخش ایوانکی، دهستان ایوانکی، ۱/۴ کیلومتری جنوب غرب روستای گلستانه واقع شده و این اثر در تاریخ ۲۶ اسفند ۱۳۸۷ با شمارهٔ ثبت ۲۶۰۸۸ به‌عنوان یکی از آثار ملی ایران به ثبت رسیده است.